# Sequoia de Masjoan
La Sequoia de Masjoan (Sequoiadendron giganteum) és un arbre que es troba a Espinelves (Osona), el qual és una de les sequoies gegants més grans de tot Catalunya.

## Dades descriptives
- Perímetre del tronc a 1,30 m: 6,43 m.
- Perímetre de la base del tronc: 10,62 m.[1]
- Alçada: 41 m.
- Amplada de la capçada: 16,5 m.
- Altitud sobre el nivell del mar: 713 m.

## Entorn
Es troba dins del recinte de l'Arborètum de Masjoan, al costat del mas de Masjoan. El sotabosc de l'arborètum és ombrívol a causa de l'espectacular densitat d'arbres que hi creixen. Hi ha molt poca vegetació espontània: vincapervinca, pensament silvestre, ortiga, heura i gavarra. Entre els arbres que hi creixen hi ha avets, avets de Masjoan (Abies masjoanis) i til·lers. Dels arbres plantats destaquen la sequoia gegant, el teix, l'avet de Douglas, Picea, el cedre blanc de Califòrnia i el pinsap. S'ha de destacar que l'arborètum conté una de les concentracions més grans d'arbres monumentals de tot Catalunya, així com de diversitat de coníferes: n'hi ha 58 de diferents, incloent-hi un cedre blanc de Califòrnia que supera els 45 metres d'alçada i un avet híbrid entre el pinsap (Abies pinsapo) i l'avet blanc (Abies alba), anomenat avet de Masjoan, el qual té característiques morfològiques d'ambdues espècies i que es troba al mercat com a arbre de Nadal.

## Aspecte general
Tot i la sequera dels darrers anys (que ha fet que els propietaris de l'arborètum hagin hagut de regar els arbres centenaris com a mesura preventiva), l'estat d'aquesta sequoia és perfecte. Les condicions edàfiques són òptimes, però l'absència de pluja és preocupant i pot convertir-se en insostenible de cara al futur. El sòl de la zona de l'arborètum és molt bo, però té l'inconvenient que reté molt poc temps l'aigua. Fou plantada el 1911, juntament amb un grup de nou exemplars pel propietari i naturista Marià Masferrer i Rierola.

## Accés
Abans d'arribar a Espinelves (venint de la rotonda de l'Eix Transversal -C-25-), s'ha de trencar a l'esquerra, passant per la Balma, fins a arribar a la masia de Masjoan (on hi ha un rètol que indica Ruta dels Arbres Monumentals). GPS 31T 0451209 4635552.